# Norah O'Donnell
Norah Morahan O'Donnell (Washington, 23 gennaio 1974) è una giornalista statunitense, nota come conduttrice del CBS Evening News, come corrispondente per 60 Minutes e come conduttrice di Person to Person. In precedenza ha condotto il programma CBS This Morning sull'emittente americana CBS, è stata Chief White House Correspondent per CBS News e conduttrice sostitutiva per lo spettacolo della domenica mattina della CBS Face the Nation.

## Biografia
O'Donnell è nata a Washington, figlia di Noreen Bernadette (O'Kane) e di Francis O'Donnell,  medico e ufficiale dell'esercito americano. I suoi genitori sono entrambi di origini irlandesi, con radici a Derry, Belfast. Tre dei suoi nonni erano immigrati e suo nonno materno ha vissuto illegalmente negli Stati Uniti per 16 anni. Quando Norah aveva tre anni, la sua famiglia si trasferì a San Antonio, in Texas. Quando aveva 10 anni, la famiglia trascorse due anni a Seul, in quanto il padre era stato assegnato alla guarnigione di Yongsan. Mentre frequentava le scuole elementari, ha dato lezioni videoregistrate di inglese per il Korean Educational Development Institute. La famiglia è quindi tornata a San Antonio, dove lei ha frequentato la Douglas MacArthur High School, diplomamndosi nel 1991. Ha poi frequentato la Georgetown University, dove si è laureata nel 1995 con un Bachelor of Arts in filosofia e un Master of Arts in studi liberali nel 2003.

## Carriera
O'Donnell ha lavorato come giornalista per Roll Call, occupandosi di coprire il Congresso. Ha trascorso dodici anni della sua carriera nelle reti NBC. Commentatrice per il Today Show, capo inviato a Washington per MSNBC e corrispondente della Casa Bianca per NBC News, O'Donnell è stata anche moderatrice collaboratrice per MSNBC Live e conduttrice di Weekend Today. Ha riportato notizie per vari programmi di NBC News, tra cui NBC Nightly News, il Today Show, Dateline NBC e MSNBC. Inoltre, O'Donnell ha sostituito Chris Matthews come conduttrice di Hardball with Chris Matthews ed è stata una commentatrice abituale per The Chris Matthews Show.
Da quando si è unita a CBS, ha ricoperto il ruolo di anchor in diversi dei programmi più seguiti della rete, sostituendo Scott Pelley nel CBS Evening News più volte, la prima volta il 10 ottobre 2011. Nel 2011 e nel 2012 è stata la principale corrispondente della Casa Bianca, diventando nell'autunno del 2012 co-anchor di CBS This Morning. Il 6 maggio 2019, Susan Zirinsky, presidente di CBS News, ha annunciato che O'Donnell era stata nominata anchor e managing editor del CBS Evening News a partire dal 15 luglio 2019, e che sarebbe stata anche la principale anchor per gli eventi politici della rete, continuando contestualmente a contribuire come corrispondente per 60 Minutes. È diventata la terza donna, dopo Connie Chung e Katie Couric, a ricoprire il ruolo di anchor serale della trasmissione, con l'ultima trasmissione di CBS This Morning in cui ha partecipato il 16 maggio 2019.
L'8 aprile 2022, O'Donnell ha esteso il suo contratto con CBS News per rimanere anchor del CBS Evening News fino alle elezioni del 2024 e oltre. Nel maggio 2024, O'Donnell ha intervistato Papa Francesco in Città del Vaticano per 60 Minutes. L'intervista ha fatto notizia per la discussione del Papa sulla maternità surrogata, il matrimonio tra persone dello stesso sesso e il tema delle donne sacerdote.

In luglio 2024, O'Donnell ha annunciato che il suo incarico al CBS Evening News si sarebbe concluso dopo le elezioni presidenziali negli Stati Uniti d'America del 2024, dopodiché sarebbe diventata una senior correspondent per CBS News. Il 22 novembre 2024, ha comunicato che avrebbe lasciato il CBS Evening News il 24 gennaio 2025, data poi anticipata al 23 gennaio 2025 a causa della copertura del Farmers Insurance Open 2025.

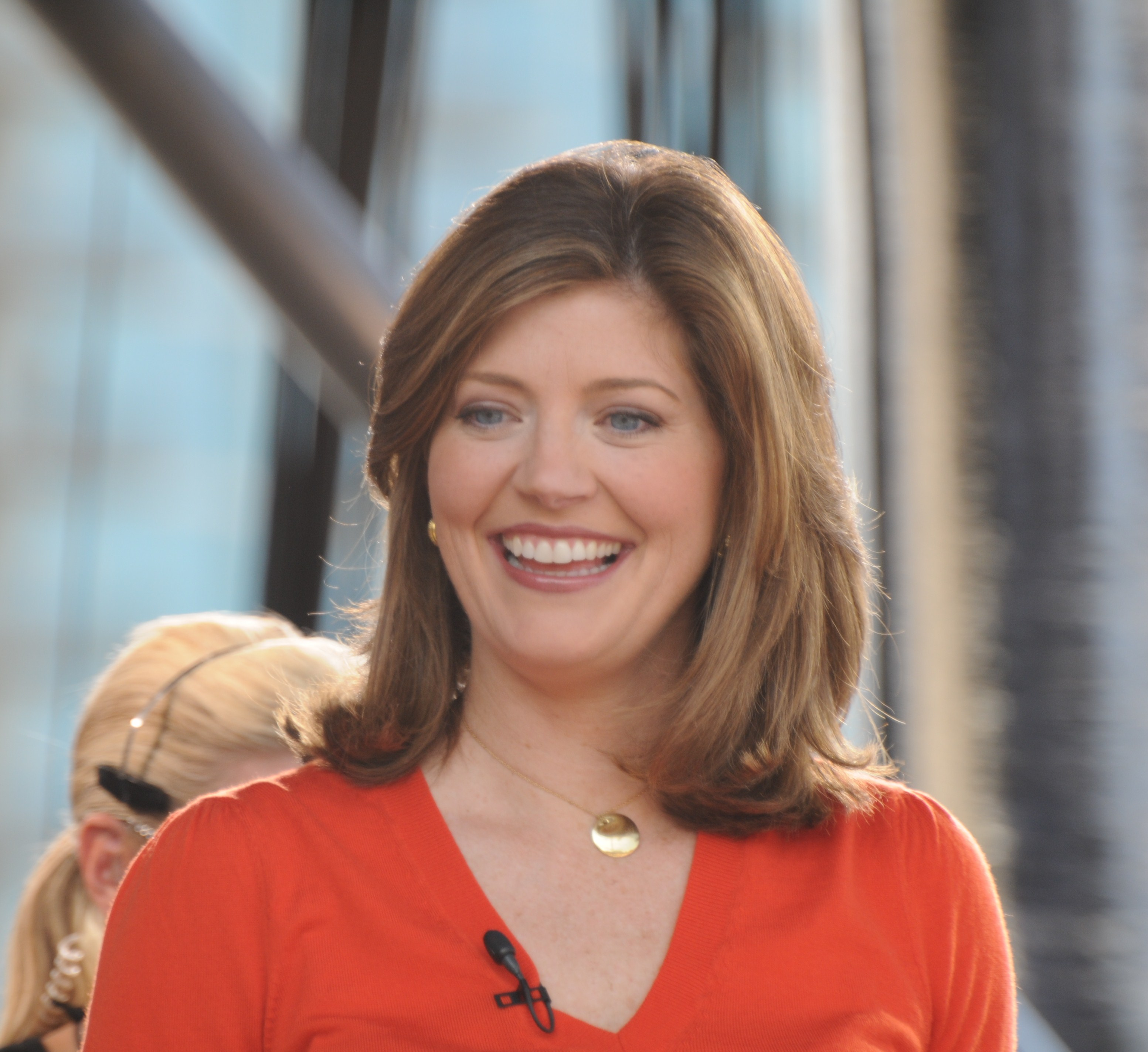
O'Donnell nel 2009

## Vita privata
O'Donnell vive a Washington, DC , e nel quartiere dell'Upper West Side di New York  con suo marito, il ristoratore Geoff Tracy (proprietario del ristorante DC Chef Geoff's), che ha sposato nel giugno 2001. Si sono conosciuti mentre frequentavano Georgetown insieme. Il 20 maggio 2007,  O'Donnell e Tracy sono diventati genitori di due gemelli, che hanno chiamato Grace ed Henry. La loro terza figlia, Riley Norah Tracy, è nata il 5 luglio 2008; O'Donnell ha notato che il nome di sua figlia era stato suggerito da Tim Russert, morto tre settimane prima della nascita di Riley. O'Donnell e Tracy hanno realizzato un libro di cucina per genitori intitolato Baby Love: pasti sani, facili e deliziosi per il tuo bambino, pubblicato nell'agosto 2010.

## Premi e riconoscimenti
La Washingtonian Magazine ha nominato O'Donnell come una delle 100 donne più potenti di Washington. O'Donnell è stata inoltre inserita nella lista del 2000 dei "Top 100 Irish Americans" stilata da Irish American Magazine.
O'Donnell ha vinto il Sigma Delta Chi Award per la copertura delle breaking news per il servizio di Dateline NBC "DC In Crisis", trasmesso nella notte dell'11 settembre 2001.
Ha vinto un Emmy come parte del team di copertura della notte delle elezioni di NBC News nel 2008, nella categoria "Outstanding Live Coverage of a Breaking News Story – Long Form".
Nel 2018, ha ricevuto un ulteriore Emmy per la sua inchiesta durata sei mesi e il relativo servizio su "Sexual Assault in the Air Force Academy" per CBS This Morning, nella categoria "Outstanding Investigative Report in a Newscast". Nello stesso anno, questa storia ha ottenuto una menzione d'onore dalla White House Correspondents' Association per il Edgar Allan Poe Award.

## Filmografia

### Televisione
- Blue Bloods – serie TV, episodi 4x02, 5x17 (2013-2014) - nel ruolo di sé stessa
- The Good Wife - serie TV, episodio 6x02 (2014) - nel ruolo di sé stessa

## Doppiatrici italiane
Nelle versioni in italiano delle opere in cui ha recitato, Norah O'Donnell è stata doppiata da:
- Mariadele Cinquegrani in Blue Bloods